# Christian Greco-Taylor
Christian Dean Greco-Taylor (Calgary, Alberta; 20 de febrero de 2005) es un futbolista canadiense que juega en el Pacific FC de la Canadian Premier League. Es internacional con la selección de fútbol de Canadá. 

## Primeros años
Greco-Taylor comenzó a jugar al fútbol juvenil con Calgary Foothills FC en 2016, antes de unirse a la Academia de Vancouver Whitecaps en agosto de 2019.

## Carrera en clubes
En 2023, Greco-Taylor jugó con el Whitecaps FC 2 en la MLS Next Pro, registrando dos asistencias en 21 partidos.
En marzo de 2024, Greco-Taylor fichó por el Pacific FC de la Canadian Premier League. Debutó con su nuevo club el 17 de mayo, entrando en el partido como sustituto temprano por lesión de Aly Ndom contra el Atlético Ottawa. En enero de 2025, se fue a entrenar con el club de la Bundesliga el VfL Bochum, que tiene un acuerdo de asociación estratégica con el Pacific FC.

## Selección nacional
En febrero de 2024, Greco Taylor fue incluido en la selección sub-20 de Canadá para el torneo de clasificación del Campeonato Sub-20 de la CONCACAF de 2024. Participó en los tres partidos del equipo, incluido uno como titular, en el torneo. Greco-Taylor fue incluido posteriormente en la selección para el torneo oficial de julio.

## Estadísticas de carrera
A partir del 24 de octubre de 2024
| Club                | Temporada           | Liga                    | Liga | Liga  | Playoffs | Playoffs | Domestic Cup | Domestic Cup | Continental | Continental | Total | Total |
| Club                | Temporada           | Division                | Part | Goles | Part     | Goles    | Part         | Goles        | Part        | Goles       | Part  | Goles |
| ------------------- | ------------------- | ----------------------- | ---- | ----- | -------- | -------- | ------------ | ------------ | ----------- | ----------- | ----- | ----- |
| Whitecaps FC 2      | 2023                | MLS Next Pro            | 21   | 0     | –        | –        | –            | –            | –           | –           | 21    | 0     |
| Pacific FC          | 2024                | Canadian Premier League | 14   | 0     | 1        | 0        | 0            | 0            | –           | –           | 15    | 0     |
| Total de la carrera | Total de la carrera | Total de la carrera     | 35   | 0     | 1        | 0        | 0            | 0            | 0           | 0           | 36    | 0     |